# Буинский район
Буи́нский райо́н (тат. Буа районы) — административно-территориальная единица и муниципальное образование (муниципальный район) в составе Республики Татарстан Российской Федерации. Находится на юго-западе региона. Территория района включает 97 населенных пунктов, которые объединены в 30 сельских и 1 городское поселение. По состоянию на начало 2020 года численность населения составляет 41 587 человек
Административный центр — город Буинск. Селение, которое позднее стало городом, известно с 1703 года. Его название образовано от татарского слова «буа», то есть «запруда».

## География
Площадь района составляет 1543,6 км². По южной стороне он примыкает к Ульяновской области, по западной — к Чувашии. На юго-западе граничит с Дрожжановским районом Татарстана, на севере — с Апастовским, на востоке — Тетюшским.
Рельеф представляет собой всхолмлённую равнину с абсолютными высотами 150—200 метров. Крупнейшая река — Свияга, находится на границе лесостепной и степной зоны. Её притоки, протекающие на территории — Карла, Була, Улема, Цильна с притоком Малая Цильна. Леса занимают 9681 гектара. Климат умеренно-континентальный, создающий благоприятные условия для скотоводства и земледелия. На территории Буинского района находятся 125 памятников археологии.

## Герб и флаг
|  | Лазоревое и зелёное поле повышенно пересечено тонким зубчатым серебряным поясом, в лазори – выходящее сияющее золотое солнце (без изображения лица), в зелени – вписанные пук золотых хлебных колосьев, положенный косвенно справа, и за ним серебряный свиток с золотой печатью на шнуре того же металла, выходящий справа внизу и положенный косвенно слева.Описание герба |

Герб и флаг района утверждены решением решением Буинского районного Совета от 27 июня 2006 года. Разработкой занимались Геральдический совет при президенте Республики Татарстан совместно с Союзом геральдистов России. Территория Буинского района на протяжении многих веков защищала регион от кочевых набегов — это показано на гербе зубчатой линией деления. Колосья отражают развитое сельское хозяйство, зелёное поле — богатую природу, здоровье и жизненный рост. Золотой цвет является символом богатого урожая, достатка, стабильности и уважения. Заходящее солнце подчёркивает пограничное положение района и его расположение на юго-западе республики. Свиток указывает на богатую историю Буинской земли, выдающихся местных писателей, поэтов, художников и политиков. Серебро является символом чистоты, совершенства, мира и взаимопонимания. Голубое небо отображает достоинство и духовность местных жителей.
Флаг Буинского района разработан на основе герба. Представляет собой прямоугольное полотно с отношением ширины к длине 2:3, которое разделено по горизонтали белой изломанной линией на зелёную и голубую полосы. В верхней части изображено восходящее солнце, в нижней — свиток и колосья.

## История

### Становление
Первые поселения на территории современного Буинского района возникли в каменном веке, приблизительно в X—VIII—VI тыс. до нашей эры. В эпоху раннего Средневековья тут обитали носители именьковской культуры, которые занимались пашенным земледелием. Во времена Волжской Булгарии в этой области было уже несколько десятков поселений.
Центр района — город Буинск. Первые поселения на его месте возникли ближе к середине XVII века. 15 сентября 1780 года село Буинское, которое также именовалось Архангельское, по указу императрицы Екатерины II был присвоен статус города.
Территория района до 1921 года входила в Буинский уезд Симбирской губернии, в 1920—1930-е годы — в Буинский кантон Татарской АССР. Район как самостоятельная единица создан Постановлением Президиума Всероссийского Центрального исполнительного комитета 10 августа 1930 года. В 1959-м к территории присоединили часть упразднённого Цильнинского района, 1 февраля 1963 года — Дрожжановский, Кайбицкий и часть Апастовского районов ТАССР, общая площадь района составила 4123 км². Дрожжановский был выделен в 1966-м. Буинский район в его современном виде был образован региональным законом № 17-ЗРТ от 31 января 2005 года.

### Современность
В 1998—2007 годы район возглавлял Садретдинов Аглям Киямович. С 2007 по 2013 — Абузяров Рафаэль Хазиевич. В 2013 году на пост главы муниципального района был избран Айзетуллов Азат Касымович, который занимал эту должность до 2017 года. Его сменил Зяббаров Марат Азатович и руководил до сентября 2020-го, когда был переведён на другую должность, а место руководителя занял и до настоящего момент район возглавляет Камартдинов Ранис Рафисович.

## Население

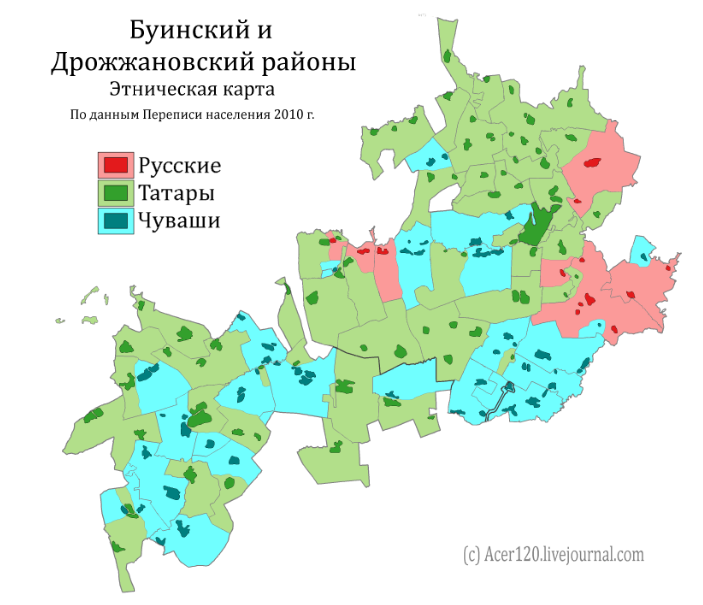
Этническая карта Буинского и Дрожжановского районов

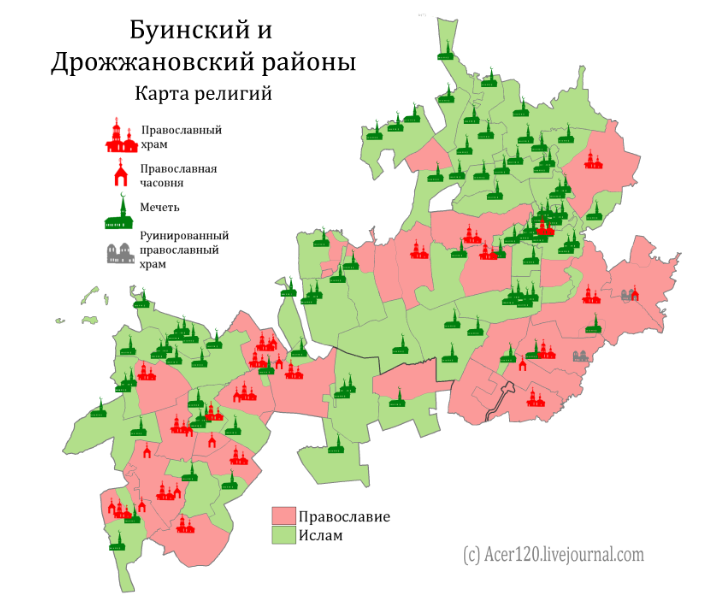
Религиозная карта Буинского и Дрожжановского районов

В городских условиях (город Буинск) проживают 49,71 % населения района. Согласно итогам Всероссийской переписи населения 2020 года из числа указавших национальность), татары составляют 64,9 % населения района, чуваши — 18,6 %, русские — 15,5 %.
| 2002    | 2003    | 2004    | 2005    | 2006    | 2007    | 2008    |
| ------- | ------- | ------- | ------- | ------- | ------- | ------- |
| 27 800  | ↘26 300 | ↗27 300 | ↘26 446 | ↘26 196 | ↘25 756 | ↗45 424 |
| 2009    | 2010    | 2011    | 2012    | 2013    | 2014    | 2015    |
| ↘25 199 | ↘25 101 | ↗45 407 | ↘45 106 | ↘44 888 | ↘44 596 | ↘44 267 |
| 2016    | 2017    | 2018    | 2019    | 2021    |         |         |
| ↘43 976 | ↘43 537 | ↘43 067 | ↘42 341 | ↘40 172 |         |         |

## Муниципально-территориальное устройство
В Буинском муниципальном районе 97 поселений, которые объединены в 1 городское и 30 сельских поселений.
| №        | Муниципальное образование               | Админ. центр           | Количество населённых пунктов | Население | Площадь, км² |
| -------- | --------------------------------------- | ---------------------- | ----------------------------- | --------- | ------------ |
| 1e-06    | Городское поселение                     |                        |                               |           |              |
| 1        | город Буинск                            | город Буинск           | 1                             | ↘19 968   |              |
| 1.000002 | Сельские поселения                      |                        |                               |           |              |
| 2        | Адав-Тулумбаевское сельское поселение   | село Адав-Тулумбаево   | 3                             | ↘837      |              |
| 3        | Аксунское сельское поселение            | деревня Аксу           | 1                             | ↘523      |              |
| 4        | Альшеевское сельское поселение          | село Альшеево          | 3                             | ↘1068     |              |
| 5        | Альшиховское сельское поселение         | село Альшихово         | 4                             | →1334     |              |
| 6        | Бик-Утеевское сельское поселение        | деревня Бик-Утеево     | 2                             | ↘329      |              |
| 7        | Большефроловское сельское поселение     | село Большое Фролово   | 2                             | ↘654      |              |
| 8        | Бюрганское сельское поселение           | село Бюрганы           | 3                             | ↘798      |              |
| 9        | Верхнелащинское сельское поселение      | село Верхние Лащи      | 4                             | ↘641      |              |
| 10       | Исаковское сельское поселение           | село Исаково           | 3                             | ↘423      |              |
| 11       | Кайбицкое сельское поселение            | село Кайбицы           | 3                             | ↘684      |              |
| 12       | Киятское сельское поселение             | село Кият              | 7                             | ↘890      |              |
| 13       | Кошки-Теняковское сельское поселение    | деревня Кошки-Теняково | 4                             | ↘603      |              |
| 14       | Кошки-Шемякинское сельское поселение    | село Кошки-Шемякино    | 4                             | ↘616      |              |
| 15       | Малобуинковское сельское поселение      | деревня Малая Буинка   | 1                             | ↗669      |              |
| 16       | Мещеряковское сельское поселение        | деревня Мещеряково     | 1                             | ↘761      |              |
| 17       | Мокросавалеевское сельское поселение    | село Мокрая Савалеевка | 5                             | ↘681      |              |
| 18       | Нижненаратбашское сельское поселение    | село Нижний Наратбаш   | 3                             | ↗1361     |              |
| 19       | Новотинчалинское сельское поселение     | село Новые Тинчали     | 2                             | ↘820      |              |
| 20       | Новочечкабское сельское поселение       | село Новые Чечкабы     | 4                             | ↘777      |              |
| 21       | Нурлатское сельское поселение           | село Нурлаты           | 1                             | ↘172      |              |
| 22       | Рунгинское сельское поселение           | село Рунга             | 2                             | ↘1269     |              |
| 23       | Сорок-Сайдакское сельское поселение     | село Сорок-Сайдак      | 4                             | ↘567      |              |
| 24       | Старостуденецкое сельское поселение     | село Старый Студенец   | 3                             | ↘1321     |              |
| 25       | Старотинчалинское сельское поселение    | село Старые Тинчали    | 4                             | ↘650      |              |
| 26       | Тимбаевское сельское поселение          | село Каменный Брод     | 2                             | ↘529      |              |
| 27       | Черки-Гришинское сельское поселение     | село Черки-Гришино     | 4                             | ↘852      |              |
| 28       | Черки-Кильдуразское сельское поселение  | село Черки-Кильдуразы  | 7                             | ↘864      |              |
| 29       | Чувашско-Кищаковское сельское поселение | село Чувашские Кищаки  | 3                             | ↘592      |              |
| 30       | Энтуганское сельское поселение          | село Энтуганы          | 2                             | ↘754      |              |
| 31       | Яшевское сельское поселение             | село Яшевка            | 5                             | ↘180      |              |

| №  | Населённый пункт         | Тип                               | Население | Муниципальное образование               |
| -- | ------------------------ | --------------------------------- | --------- | --------------------------------------- |
| 1  | Адав-Тулумбаево          | село                              |           | Адав-Тулумбаевское сельское поселение   |
| 2  | Ак-Куль                  | деревня                           |           | Киятское сельское поселение             |
| 3  | Аксу                     | деревня                           | ↘552      | Аксунское сельское поселение            |
| 4  | Алькеево                 | село                              |           | Исаковское сельское поселение           |
| 5  | Альшеево                 | село                              |           | Альшеевское сельское поселение          |
| 6  | Альшихово                | село                              |           | Альшиховское сельское поселение         |
| 7  | Атабай-Анкебе            | деревня                           |           | Исаковское сельское поселение           |
| 8  | Ахмаметьево              | деревня                           |           | Новочечкабское сельское поселение       |
| 9  | Беловолжка Татарская     | деревня                           |           | Верхнелащинское сельское поселение      |
| 10 | Беловолжка Чувашская     | деревня                           |           | Верхнелащинское сельское поселение      |
| 11 | Бикмуразово              | село                              |           | Нижненаратбашское сельское поселение    |
| 12 | Бик-Утеево               | деревня                           |           | Бик-Утеевское сельское поселение        |
| 13 | Большая Карланга         | деревня                           |           | Нижненаратбашское сельское поселение    |
| 14 | Большое Фролово          | село                              |           | Большефроловское сельское поселение     |
| 15 | Буинск                   | город                             | ↘19 968   | город Буинск                            |
| 16 | Быковка                  | деревня                           |           | Черки-Кильдуразское сельское поселение  |
| 17 | Бюрганы                  | посёлок железнодорожного разъезда |           | Старостуденецкое сельское поселение     |
| 18 | Бюрганы                  | село                              |           | Бюрганское сельское поселение           |
| 19 | Верхние Лащи             | село                              |           | Верхнелащинское сельское поселение      |
| 20 | Верхний Наратбаш         | деревня                           |           | Кайбицкое сельское поселение            |
| 21 | Вольный Стан             | село                              |           | Энтуганское сельское поселение          |
| 22 | Ембулатово               | село                              |           | Мокросавалеевское сельское поселение    |
| 23 | Ивашевка                 | село                              |           | Адав-Тулумбаевское сельское поселение   |
| 24 | Исаково                  | село                              |           | Исаковское сельское поселение           |
| 25 | Кабаланы                 | деревня                           |           | Черки-Кильдуразское сельское поселение  |
| 26 | Кайбицы                  | село                              |           | Кайбицкое сельское поселение            |
| 27 | Кайрево                  | село                              |           | Альшиховское сельское поселение         |
| 28 | Каменный Брод            | село                              |           | Бик-Утеевское сельское поселение        |
| 29 | Каменный Брод            | село                              |           | Тимбаевское сельское поселение          |
| 30 | Канава                   | деревня                           |           | Кошки-Шемякинское сельское поселение    |
| 31 | Кият                     | село                              |           | Киятское сельское поселение             |
| 32 | Козловка                 | село                              |           | Киятское сельское поселение             |
| 33 | Козловка                 | деревня                           |           | Яшевское сельское поселение             |
| 34 | Кошки-Теняково           | деревня                           |           | Кошки-Теняковское сельское поселение    |
| 35 | Кошки-Шемякино           | село                              |           | Кошки-Шемякинское сельское поселение    |
| 36 | Красное Поле             | деревня                           |           | Яшевское сельское поселение             |
| 37 | Кугальна                 | деревня                           |           | Киятское сельское поселение             |
| 38 | Курбаш                   | посёлок                           |           | Мокросавалеевское сельское поселение    |
| 39 | Кыр-Тавгильдино          | деревня                           |           | Новочечкабское сельское поселение       |
| 40 | Лащи                     | посёлок железнодорожного разъезда |           | Черки-Гришинское сельское поселение     |
| 41 | Малая Буинка             | деревня                           | ↗667      | Малобуинковское сельское поселение      |
| 42 | Малые Бюрганы            | деревня                           |           | Кошки-Теняковское сельское поселение    |
| 43 | Малые Шихирданы          | деревня                           |           | Сорок-Сайдакское сельское поселение     |
| 44 | Мамоткозино              | деревня                           |           | Новочечкабское сельское поселение       |
| 45 | Медведевка               | деревня                           |           | Яшевское сельское поселение             |
| 46 | Мещеряково               | деревня                           | ↗780      | Мещеряковское сельское поселение        |
| 47 | Мокрая Савалеевка        | село                              |           | Мокросавалеевское сельское поселение    |
| 48 | Мулланур Вахитов         | деревня                           |           | Альшиховское сельское поселение         |
| 49 | Немчиновка               | деревня                           |           | Киятское сельское поселение             |
| 50 | Нижний Наратбаш          | село                              |           | Нижненаратбашское сельское поселение    |
| 51 | Никольские Сороки        | деревня                           |           | Сорок-Сайдакское сельское поселение     |
| 52 | Новая Цильна             | село                              |           | Новотинчалинское сельское поселение     |
| 53 | Новоселки                | село                              |           | Чувашско-Кищаковское сельское поселение |
| 54 | Новые Мертли             | деревня                           |           | Кошки-Теняковское сельское поселение    |
| 55 | Новые Тинчали            | посёлок                           |           | Киятское сельское поселение             |
| 56 | Новые Тинчали            | село                              |           | Новотинчалинское сельское поселение     |
| 57 | Новые Чечкабы            | село                              |           | Новочечкабское сельское поселение       |
| 58 | Новый Студенец           | село                              |           | Старостуденецкое сельское поселение     |
| 59 | Нурлаты                  | село                              | ↘174      | Нурлатское сельское поселение           |
| 60 | Отрада                   | деревня                           |           | Мокросавалеевское сельское поселение    |
| 61 | Протопопово              | деревня                           |           | Мокросавалеевское сельское поселение    |
| 62 | Раково                   | деревня                           |           | Альшеевское сельское поселение          |
| 63 | Рунга                    | село                              |           | Рунгинское сельское поселение           |
| 64 | Русские Кищаки           | село                              |           | Киятское сельское поселение             |
| 65 | Сарсаз                   | село                              |           | Старотинчалинское сельское поселение    |
| 66 | Сорок-Сайдак             | село                              |           | Сорок-Сайдакское сельское поселение     |
| 67 | Средние Лащи             | село                              |           | Черки-Кильдуразское сельское поселение  |
| 68 | Старостуденецкие Выселки | деревня                           |           | Старотинчалинское сельское поселение    |
| 69 | Старые Бурундуки         | село                              |           | Бюрганское сельское поселение           |
| 70 | Старые Лащи              | село                              |           | Черки-Кильдуразское сельское поселение  |
| 71 | Старые Мертли            | село                              |           | Кошки-Шемякинское сельское поселение    |
| 72 | Старые Тинчали           | село                              |           | Старотинчалинское сельское поселение    |
| 73 | Старый Студенец          | село                              |           | Старостуденецкое сельское поселение     |
| 74 | Степановка               | село                              |           | Большефроловское сельское поселение     |
| 75 | Степные Енали            | деревня                           |           | Кайбицкое сельское поселение            |
| 76 | Таковары                 | село                              |           | Чувашско-Кищаковское сельское поселение |
| 77 | Татарское Пимурзино      | деревня                           |           | Кошки-Теняковское сельское поселение    |
| 78 | Тимбаево                 | село                              |           | Тимбаевское сельское поселение          |
| 79 | Тингаш                   | деревня                           |           | Альшиховское сельское поселение         |
| 80 | Тойгильды                | деревня                           |           | Верхнелащинское сельское поселение      |
| 81 | Черки-Бибкеево           | село                              |           | Черки-Кильдуразское сельское поселение  |
| 82 | Черки-Гришино            | село                              |           | Черки-Гришинское сельское поселение     |
| 83 | Черки-Дюртиле            | село                              |           | Черки-Гришинское сельское поселение     |
| 84 | Черки-Ишмяково           | село                              |           | Черки-Кильдуразское сельское поселение  |
| 85 | Черки-Кильдуразы         | село                              |           | Черки-Кильдуразское сельское поселение  |
| 86 | Черки-Кощаково           | село                              |           | Черки-Гришинское сельское поселение     |
| 87 | Чувашские Кищаки         | село                              |           | Чувашско-Кищаковское сельское поселение |
| 88 | Чувашские Энтуганы       | посёлок                           |           | Сорок-Сайдакское сельское поселение     |
| 89 | Чувашский Сарыкамыш      | деревня                           |           | Бюрганское сельское поселение           |
| 90 | Чувашское Пимурзино      | деревня                           |           | Кошки-Шемякинское сельское поселение    |
| 91 | Чураково                 | деревня                           |           | Рунгинское сельское поселение           |
| 92 | Шаймурзино               | село                              |           | Старотинчалинское сельское поселение    |
| 93 | Шигали                   | село                              |           | Яшевское сельское поселение             |
| 94 | Энтуганы                 | село                              |           | Энтуганское сельское поселение          |
| 95 | Янга-Аул                 | деревня                           |           | Адав-Тулумбаевское сельское поселение   |
| 96 | Яскуль                   | деревня                           |           | Альшеевское сельское поселение          |
| 97 | Яшевка                   | село                              |           | Яшевское сельское поселение             |

Упразднённые населённые пункты
- 2001 год — деревни Курени, Тан, Утинка и Чабры Кошки[42]

## Экономика

### Промышленность
На территории района находятся такие промышленные предприятия, как «Буинский сахар», «Буинский спиртозавод» филиал «Русский стандарт водка», «Ахмаметьевский электромеханический завод», «Буинский машиностроительный завод», Буинский филиал «Зеленодольский молочный перерабатывающий комбинат». Преимущественно крупные предприятия района относятся к пищевой промышленности. Большинство промпредприятий сосредоточено в административном центре и в посёлке железнодорожного разъезда Лащи.
В первой половине 2020 года было отгружено товаров на 3,7 млрд рублей. Для сравнения, за весь 2013 год сумма составила 3,3 млрд.

### Сельское хозяйство
Район относится к Предволжской природно-экономической зоне Татарстана Входит в пятёрку лучших аграрных районов республики. В Буинском районе развито скотоводство, свёкловодство, зернопроизводство и свиноводство, доля которых составляет более 95 % в структуре товарной продукции. Площадь сельхозугодий составляет 120,5 тысячи га, из которых 98,7 тысяч га — пашни. Основные возделываемые культуры — яровая и озимая пшеница, рожь, ячмень, горох, сахарная свёкла. На территории работают 3 агрофирм, 97 фермерских хозяйств, 7 обществ с ограниченной ответственностью, одно открытое акционерное общество и один производственно-сельскохозяйственный кооператив. Среди предприятий сельского хозяйства выделяются агрофирмы имени Чернова, «Заря», «Дружба», «Авангард», «Умная ферма», «Коммуна», «Бола», ПСХК «Ембулатово», ОПХ «Киятское».
В первом полугодии 2020 года валовая продукция сельского хозяйства составила 1,4 млрд рублей, а за весь 2013-й этот показатель составил почти 3,2 млрд.

### Инвестиционный потенциал
В период с 2010 по 2020 год соотношение среднемесячной заработной платы к минимальному потребительскому бюджету выросло с 1,92 до 2,2 раз. Уровень безработицы с 2013 по 2020 года вырос с 0,66 % до 1,74 % соответственно из-за пандемии коронавируса, на ноябрь этот показатель 1,35 %. Согласно оценке Комитета Республики Татарстан по социально-экономическому мониторингу, инвестиции в основной капитал в январе-июне 2020 года в Буинском районе составили 978 118 тысяч рублей, или 0,5 % от общего объёма инвестиций в Татарстане. По направленности инвестиций лидирует развитие сельского хозяйства, охоты и рыбалки (в сумме 186 млн рублей).
Согласно отчёту Федеральной службы госстатистики республики, за 2019 год было привлечено почти 472 млн рублей инвестиций (за исключением бюджетных средств и доходов от субъектов малого предпринимательства), в 2018-м — 371 млн.

### Транспорт
Буинск расположен в 137 км от Казани. По территории района проходят железнодорожная линия «Ульяновск — Свияжск», автомобильные дороги «Казань — Ульяновск», «Буинск — Тетюши», «Буинск — Яльчик».

## Экология
Площадь особо охраняемых территорий составляет 1688 га, из которых 1509 га приходится на заповедник «Зея буйлары». Памятниками природы района являются река Свияга, частично сохранившийся парк родового имения декабриста Василия Петровича Ивашева, «Ново-Тинчалинская сурковая колония» в долине реки Большая Тельца и «Утинская сурковая колония» на остепненных склонах долины реки Карла

## Социальная сфера
В районе работают 32 общеобразовательных учреждения, 2 среднего профессионального, ресурсный центр, 39 дошкольных учреждений и 2 учреждения дополнительного образования. Спортивную инфраструктуру представляет стадион на 1500 посадочных мест, ледовый дворец «Арктика», спортзалы, стрелковые тиры, спортивные комплексы «Дельфин», «Импульс», «Яшьлек», детско-юношеские спортивные школы «Арктика» с ледовой ареной, «Батыр» и «Юность». В сфере культуры работают 55 сельских клубов, Центр культурного развития, 36 библиотек, два музея, 15 пришкольных музеев. С 1919 года издаётся на русском и татарском языках районная газета «Байрак» («Знамя»), её дубляж на чувашском языке «Ялав» — с 1962-го. В 2000 году открылась местная телерадиокомпания «Буа дулкынннары».

### Персоналии
- Медведева Мария Григорьевна (1869, деревня Ивашевка Буинского уезда Симбирской губернии — 1951, Ульяновск) — Герой Труда[54]
- Ивашев, Пётр Никифорович (1767—1838) — русский военный инженер, генерал-майор, участник Русско-турецкой, Отечественной войны 1812 года, заграничных походов 1813—1814 годов[55]